# Патрик Клојверт
Патрик Стефан Клојверт (хол. Patrick Stephan Kluivert; Амстердам, 1. јул 1976) је бивши холандски фудбалер суринамског порекла. Играо је као нападач за Ајакс, Милан, Барселону, Њукасл, Валенсију, ПСВ Ајндховен и Лил. За холандску репрезентацију је играо од 1994. до 2004, и постигао 40 голова. Тиме је он најбољи стрелац репрезентације свих времена. Године 2004. Пеле га је уврстио међу 125 највећих живих фудбалера.

## Репрезентација
Клојверт је пропустио већи део Еура 1996. због повреде колена. Током последње групне утакмице, након асистенције Дениса Бергкампа, погодио је против Енглеске, што је омогућило Холандији да се квалификује у нокаут фазу преко Шкотске због боље гол-разлике. Тамо су изгубили на пенале од Француске.
На Светском првенству 1998, Клојверт је искључен током утакмице са Белгијом од стране судије Колине након прекршаја. У четвртфиналу је постигао водећи погодак против Аргентине, а у полуфиналу изједначујући гол против Бразила. Холандија је касније од Бразила изгубила у извођењу једанаестераца.
На ЕП 2000. Клојверт је са 5 голова био најбољи стрелац турнира заједно са Савом Милошевићем. У четвртфиналној победи против СР Југославије постигао је хет-трик. У полуфиналном мечу са Италијом, након 0-0 у регуларном току и након продужетака у извођењу пенала је био успешан, али је Холандија испала. 
На ЕП 2004. у Португалу га тадашњи селектор Холандије Дик Адвокат није уводио у игру. Тиме је он био једини члан репрезентације који није играо на том турниру.